# Arachnopusia kankawatiensis
Arachnopusia kankawatiensis är en mossdjursart som beskrevs av Ratna Guha och Gopikrishna 2007. Arachnopusia kankawatiensis ingår i släktet Arachnopusia och familjen Arachnopusiidae. Inga underarter finns listade i Catalogue of Life.